# Babazhi Khatun
Le mausolée de Babazhi Khatu est un mausolée karakhanides du XIe siècle ou XIIe siècle, situé à 18 km à l'ouest de Taraz, au Kazakhstan,  sur la route de la soie.

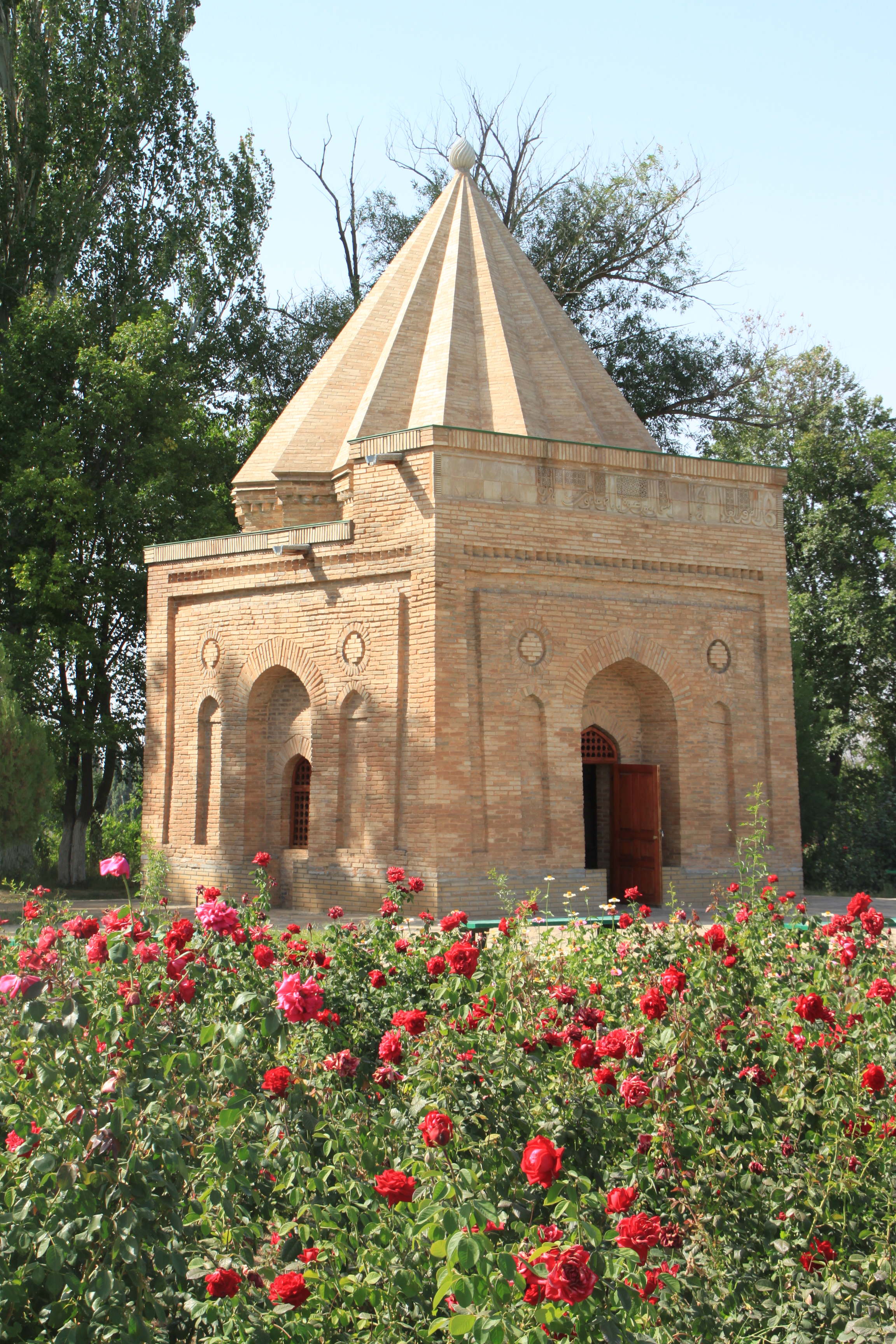
Mausolée de Babazhi Khatun, le 29 août 2010

Sur le même site se trouve également le mausolée d'Aisha Bibi.

## Pour approfondir
- (en) Edgar Knobloch, Monuments of Central Asia : A Guide to the Archaeology, Art and Architecture of Turkestan, Londres, I.B. Tauris, 2001, 256 p. (ISBN 978-1-86064-590-7, LCCN 2001270570, lire en ligne), p. 246